# Dictyospermum conspicuum
Dictyospermum conspicuum là một loài thực vật có hoa trong họ Commelinaceae. Loài này được (Blume) J.K.Morton mô tả khoa học đầu tiên năm 1966.